# Сен-Пьер (Верхняя Гаронна)
Сен-Пьер (фр. Saint-Pierre, окс. Sent Pèire) — коммуна во Франции, находится в регионе Юг — Пиренеи. Департамент — Верхняя Гаронна. Входит в состав кантона Верфей. Округ коммуны — Тулуза.
Код INSEE коммуны — 31511.

## География

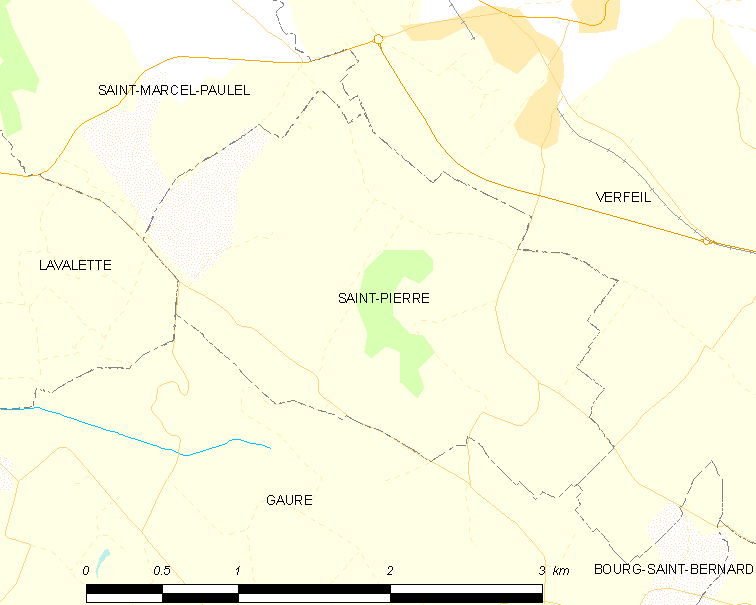
Карта коммуны

Коммуна расположена приблизительно в 590 км к югу от Парижа, в 17 км к востоку от Тулузы.
На севере коммуны протекает река Жиру.

## Климат
Климат умеренно-океанический. Зима мягкая и снежная, весна характеризуется сильными дождями и грозами, лето сухое и жаркое, осень солнечная. Преобладают сильные юго-восточные и северо-западные ветры.

## Население
Население коммуны на 2010 год составляло 252 человека.
| 1962 | 1968 | 1975 | 1982 | 1990 | 1999 | 2010 |
| ---- | ---- | ---- | ---- | ---- | ---- | ---- |
| 142  | 134  | 115  | 135  | 201  | 209  | 252  |

## Экономика
В 2010 году среди 168 человек трудоспособного возраста (15—64 лет) 119 были экономически активными, 49 — неактивными (показатель активности — 70,8 %, в 1999 году было 71,7 %). Из 119 активных жителей работали 107 человек (55 мужчин и 52 женщины), безработных было 12 (7 мужчин и 5 женщин). Среди 49 неактивных 25 человек были учениками или студентами, 17 — пенсионерами, 7 были неактивными по другим причинам.

## Галерея

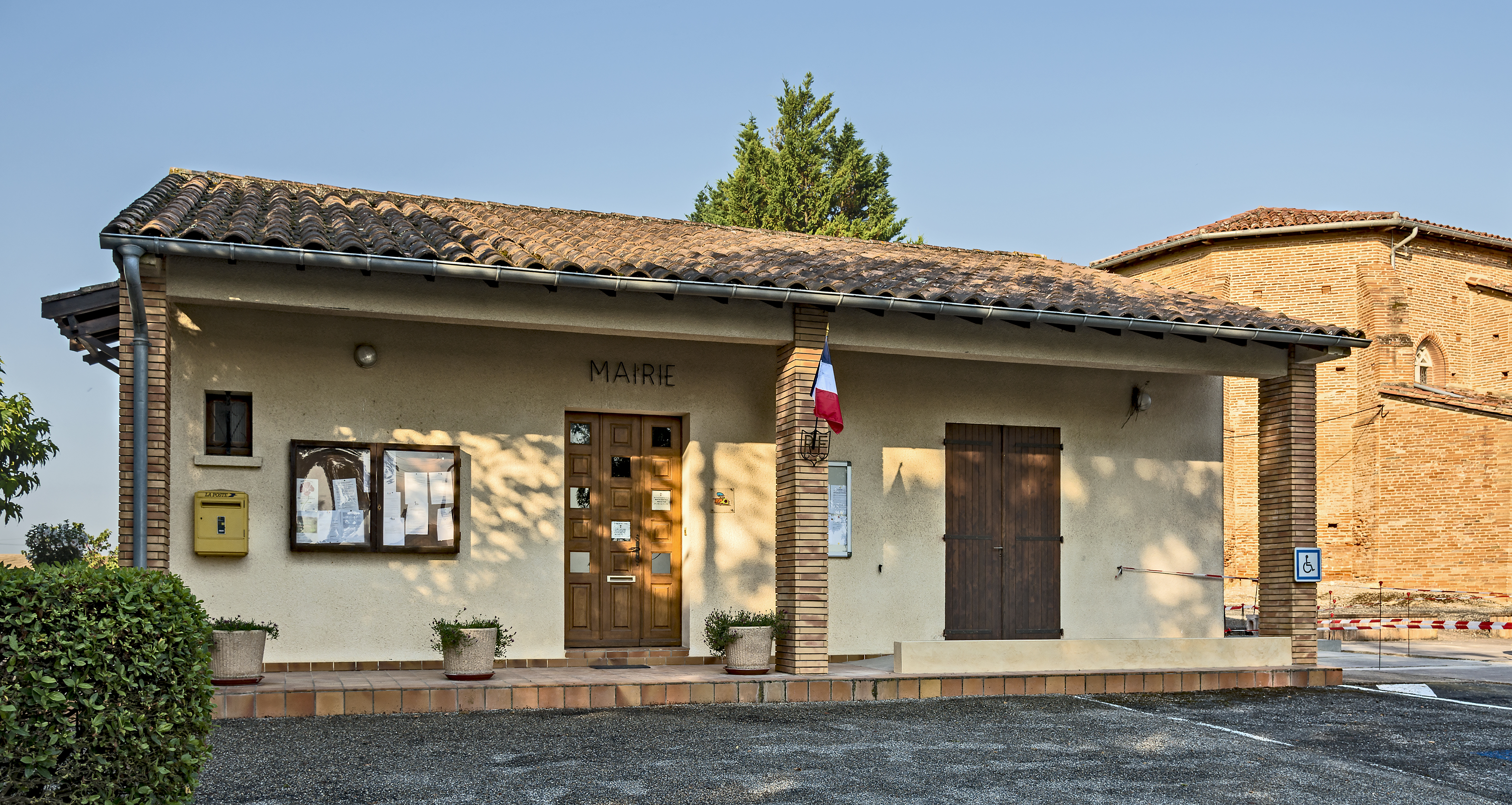
Ратуша
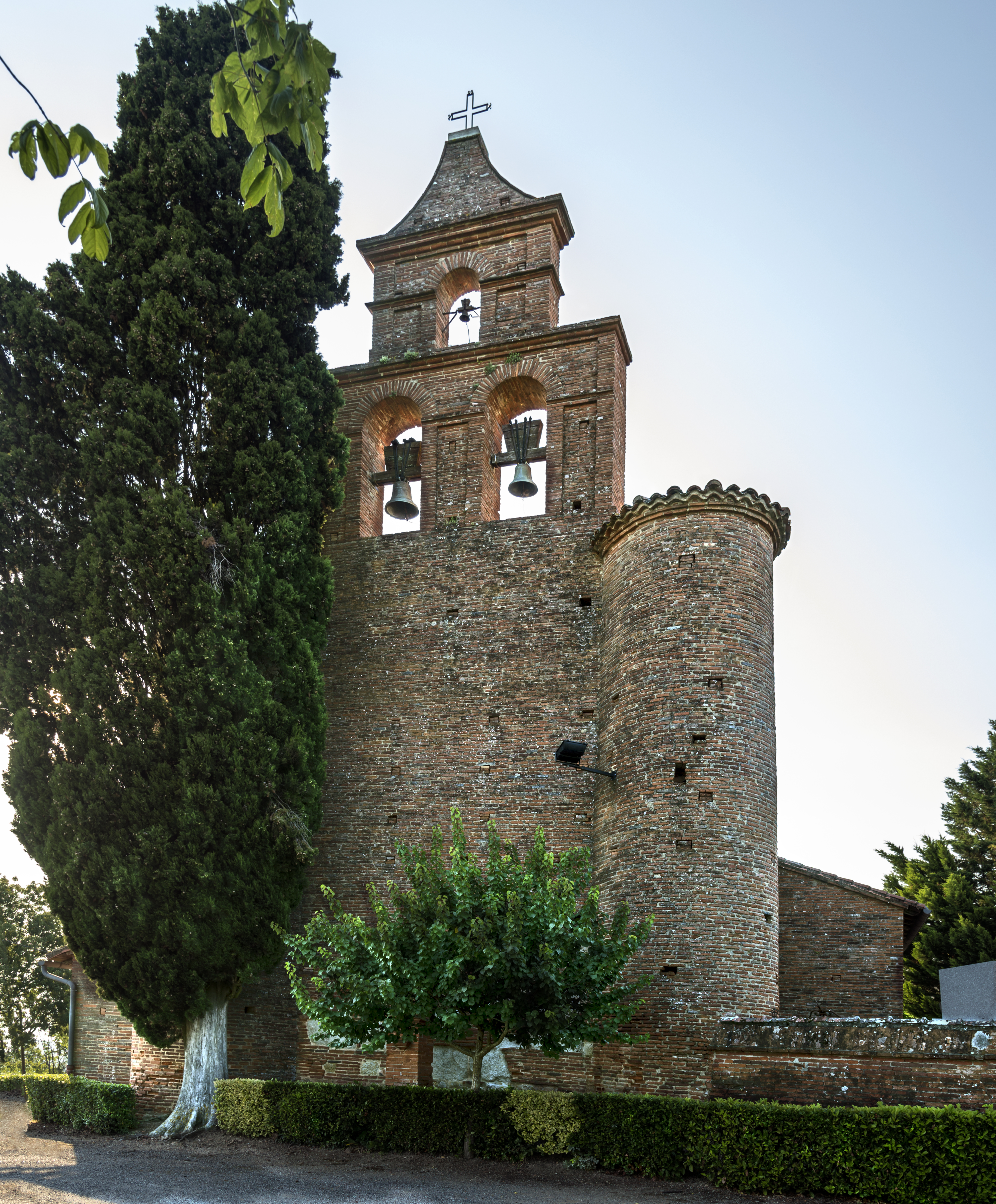
Церковь Св. Мартина
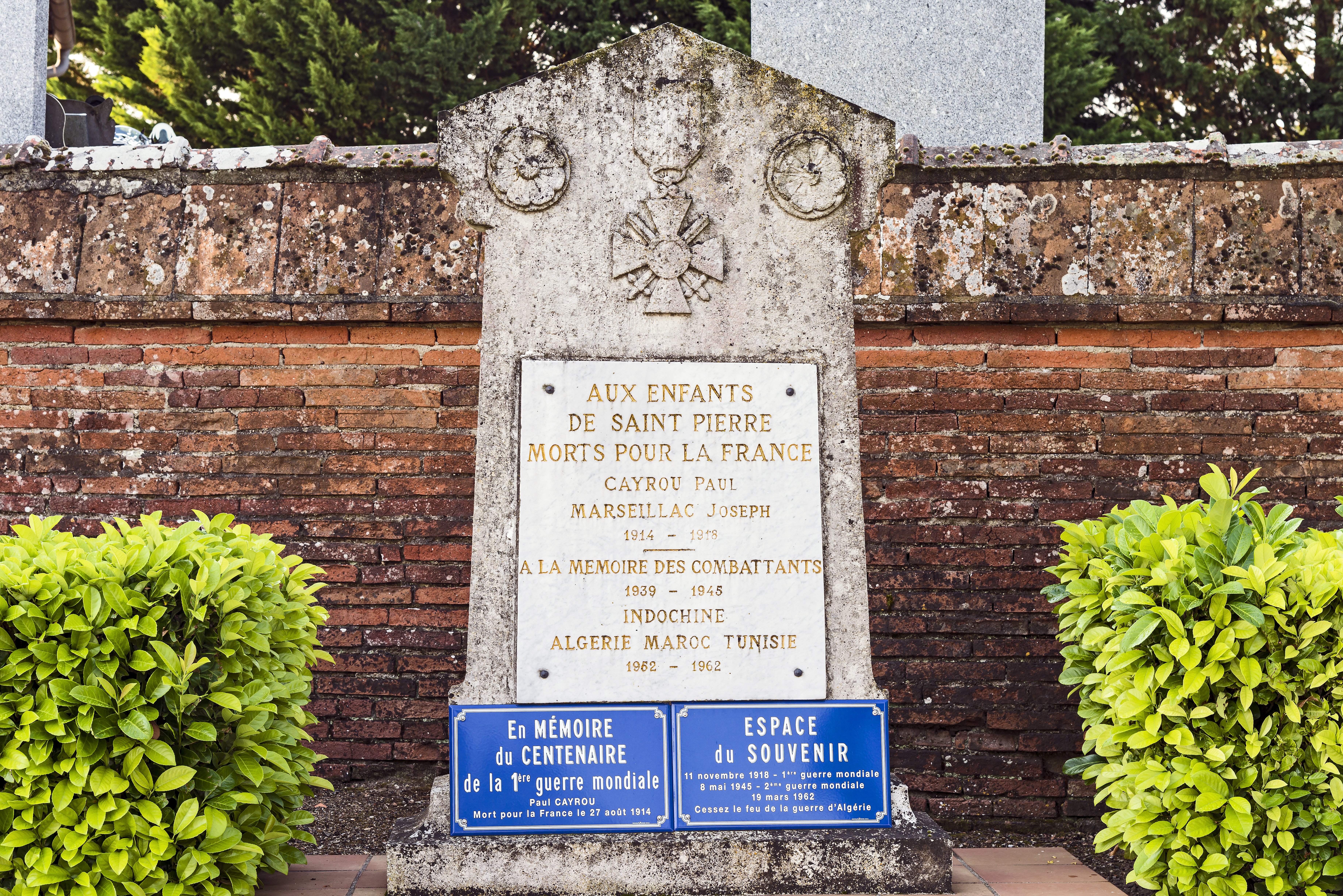
Военный мемориал